# Teake van der Meer
Teake van der Meer (Zwagerveen, 18 september 1937 – 28 december 2020) was een Fries cabaretier en komiek. Hij werd ook wel "Lytse Teake fan'e Westereen" genoemd (Kleine Teake uit Zwaagwesteinde). Hij was beroemd in Friesland om zijn typetjes en de komische situaties die hij schetst. Al zijn programma's waren in het Fries. Hij heeft meerdere platen en cd's gemaakt met daarop zijn programma's.
Teake van der Meer overleed op 83-jarige leeftijd aan de gevolgen van asbestkanker.

## Discografie

### Dvd's
| Dvd's met hitnoteringen in de Nederlandse Music Top 30 | Datum van verschijnen | Datum van binnenkomst | Hoogste positie | Aantal weken | Opmerkingen                      |
| ------------------------------------------------------ | --------------------- | --------------------- | --------------- | ------------ | -------------------------------- |
| Skoft Yn'e tijd                                        | 2010                  | 17-04-2010            | 3               | 28           | met Griet Wiersma & Minze Dyksma |
| Efkes de sinnen fersette                               | 2012                  | 16-06-2012            | 7               | 3            | met Griet Wiersma & Minze Dyksma |
| Moat it no sa..?!                                      | 2014                  | 26-04-2014            | 4               | 6            | met Griet Wiersma & Minze Dyksma |